# Laire (Doubs)
Laire é uma comuna francesa na região administrativa de Borgonha-Franco-Condado, no departamento de Doubs. Estende-se por uma área de 3,17 km². Em 2010 a comuna tinha 413 habitantes (densidade: 130,3 hab./km²).